# Утверждение по следствию
Утверждение по следствию — логическая ошибка, заключающаяся в том, что из истинного условного высказывания (например, «если бы лампа была разбита, то в комнате было бы темно») некорректно вытекает его обращение («в комнате темно, поэтому лампа должно быть разбита»), хотя это высказывание может не соответствовать действительности. Такая ситуация возникает, когда у консеквента (следствия) («в комнате было бы темно») есть другие возможные антецеденты (например, «лампа исправна, но выключена» или «в комнате нет лампы»).
Ошибки подобного рода, которые часто возникают в ежедневном общении и мышлении, могут быть связаны с особенностями коммуникации, неправильным пониманием логики, а также недостатком внимания к другим факторам и ошибкой единственной причины.
Противоположное утверждение называется modus tollens и является правильной формой аргументации.

## Формальное описание

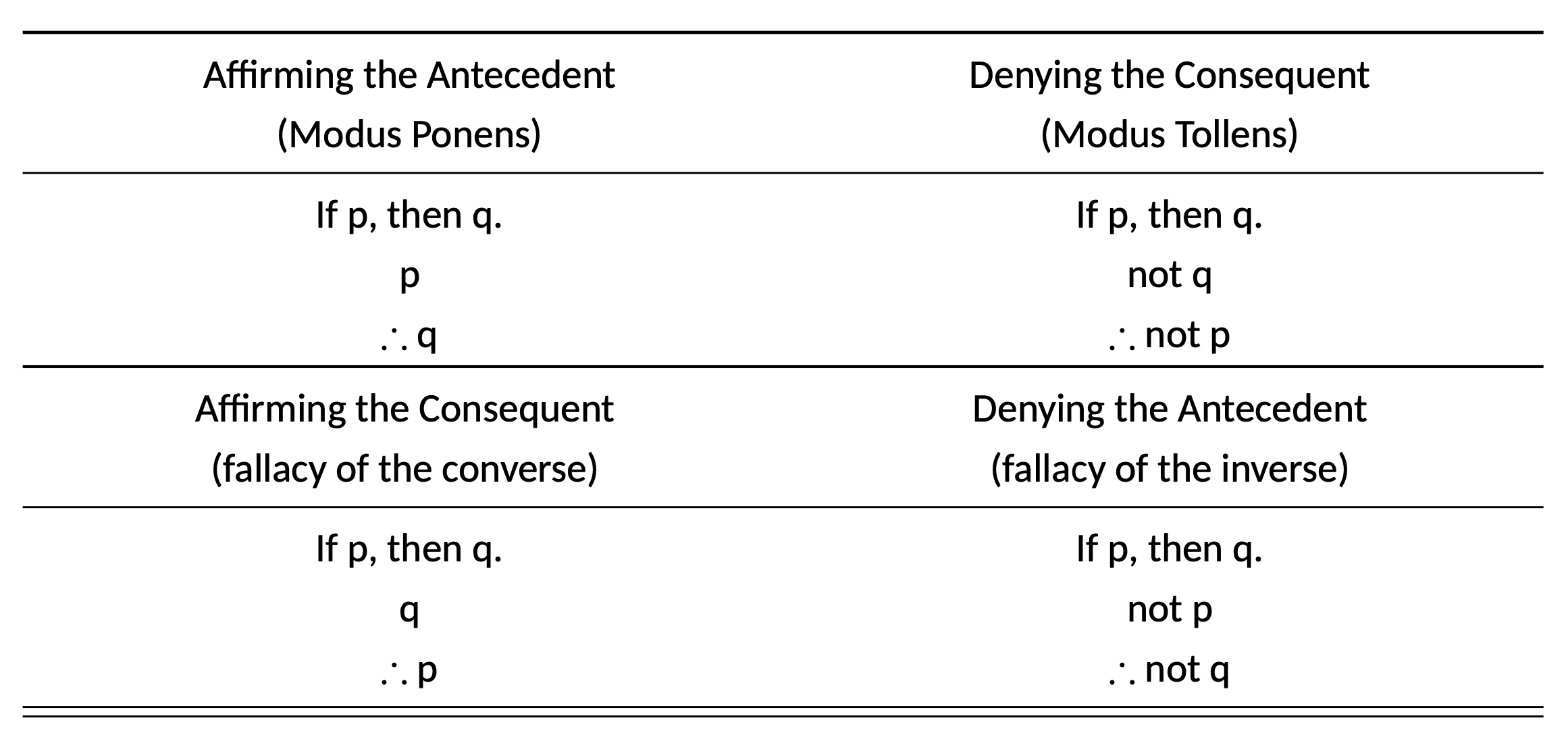
Существует четыре возможных формы гипотетических силлогизмов, две из которых являются корректными, а две — некорректными. Понять, почему эти формы являются корректными или некорректными, можно на очень простом примере. Если «p» означает «Кандиру — рыба», а «q» — «Кандиру умеет плавать», то попробуйте убедить себя в этом, заменив эти утверждения на p и q в приведенной выше таблице.

Утверждение по следствию — принятие истинного утверждения {\displaystyle P\to Q} и неправильный вывод об обратной импликации {\displaystyle Q\to P}. Название «утверждение по следствию» происходит от использования консеквента Q из следующего выражения {\displaystyle P\to Q}, для вывода антецедента P. Формально это заблуждение можно сформулировать следующим образом:
{\displaystyle (P\to Q,Q)\to P} или, как вариант, {\displaystyle {\frac {P\to Q,Q}{\therefore P}}}.
Причиной такой логической ошибки иногда является отсутствие понимания того, что если P является возможным условием для Q, то P может быть не единственным условием для Q, то есть Q может следовать и из другого условия.
Утверждение по следствию может быть также результатом чрезмерного обобщения опыта многих высказываний, имеющих истинные обратные связи. Если P и Q — «эквивалентные» высказывания, то есть:
{\displaystyle P\leftrightarrow Q} можно вывести P при условии Q.
Например, высказывания «Сегодня 12 июня, значит, у меня день рождения» {\displaystyle P\to Q} и «У меня сегодня день рождения, значит, сегодня 12 июня» {\displaystyle Q\to P}, эквивалентны и оба являются истинными следствиями высказывания «12 июня — мой день рождения» (сокращённая форма {\displaystyle P\leftrightarrow Q}).
Из возможных форм «смешанных гипотетических силлогизмов», две являются корректными, а две — некорректными. Утверждение антецедента (modus ponens) и отрицание консеквента (modus tollens) являются корректными.
Утверждение по следствию и отрицание по посылке некорректны (см. таблицу).

## Дополнительные примеры
Пример 1
Одним из способов доказательства несостоятельности данной формы аргумента является контрпример с истинными посылками, но заведомо ложным заключением. Например:
Если кто-то живёт в Екатеринбурге, значит, что живёт и в России.
Евгения живёт в России.
Следовательно, Евгения живёт в Екатеринбурге.
В России есть много мест, где можно проживать жизнь, кроме Екатеринбурга. Однако, можно с уверенностью утверждать, что «если кто-то не живёт в России» (не-Q), то «этот человек не живёт и в Екатеринбурге» (не-P). Это противоположность [закон контрапозиции] первому утверждению, и она должна быть истинной тогда и только тогда, когда истинно первоначальное утверждение.
Пример 2
Вот еще один полезный, но явно ошибочный пример:
Если животное — собака, то у него четыре ноги.
У моей кошки четыре лапы.
Следовательно, моя кошка — собака.
Здесь, сразу интуитивно понятно, что любое количество других антецедентов («Если животное — олень…», «Если животное — слон…», «Если животное — куница…» и т. д.) приводит к следствию («тогда у него четыре ноги»), и что абсурдно полагать, что наличие четырёх ног должно означать, что животное — собака и по другому быть не может. Данный пример полезен для обучения, поскольку большинство людей сразу же понимают, что полученный вывод должен быть ошибочным (интуитивно понятно, что кошка не может быть собакой), а метод, с помощью которого он был получен, должен быть ложным.
Пример 3
Аргументы одной и той же формы иногда могут казаться на первый взгляд убедительными, как, например, в следующем примере:
Если бы Алису сбросили с вершины Эйфелевой башни, то она была бы мертва.
Алиса мертва.
Следовательно, Алиса была сброшена с вершины Эйфелевой башни.
Гибель от падения с вершины Эйфелевой башни — не единственная причина смерти, поскольку существует множество различных причин летального исхода.
Пример 4
В фильме «Уловка-22» капеллана допрашивают по поводу того, что тот якобы является «Вашингтоном Ирвингом»/«Ирвингом Вашингтоном», который переписывал значительную часть личных писем солдат на военный лад. Полковник обнаружил такое письмо, но с подписью капеллана.
— «Но читать-то вы умеете, не так ли?» — с сарказмом продолжал полковник. «Автор подписался своим именем».
— «Там стоит моё имя».
— «Значит, это написали вы. Что и требовалось доказать»
В данном случае, P — «Капеллан подписывается своим именем», а Q — «Имя капеллана написано». Имя капеллана может быть написано в письме, но он не обязательно сам его написал, как ошибочно заключает полковник. (Вписать имя могли вместо него)
Пример 5
В процессе изучения научного метода, используется следующий пример, подтверждающий, что в результате заблуждения утверждения по следствию, ни одна научная теория, не может быть доказана, как истинная, а просто-напросто, не поддаётся никакой попытке ложного подтверждения.
Если эта теория верна, мы будем наблюдать X.
Мы наблюдаем X.
Следовательно, эта теория верна.
Вывод или предположение, о том, что теория истинна, в силу наблюдаемых в ней предсказаний — несостоятелен. Такая постановка вопроса является одной из проблем применения научного метода, хотя, в академических кругах, о подобных проблемах задумываются редко, поскольку вряд ли это может повлиять на результаты исследования. Гораздо чаще, ставится под сомнение обоснованность теории, обоснованность ожиданий, связанных с тем, что теория предсказала наблюдение, и/или обоснованность самого наблюдения.